# Самохвалова, Майя Николаевна
Ма́йя Никола́евна Самохва́лова (1 мая 1929, Кашира, Центрально-Промышленная область — 18 марта 2020, Москва) — советская и российская балерина, педагог ГАБТ (Большого театра). Заслуженная артистка РСФСР (1964).

## Биография
Майя Володина родилась 1 мая 1929 года в городе Кашира, Московская область.
По окончании Московского хореографического училища (педагог М. А. Кожухова) была принята в балетную труппу Большого театра, работала в театре с 1948 по 1972 год. Была ведущей солисткой балета. Участвовала во всех первых триумфальных гастролях Большого театра в Великобритании, Франции и США. Репетировала под руководством балетного педагога Марины Семёновой.
Среди театральных работ Майи Николаевны Самохваловой можно выделить Повелительницу дриад и Уличную танцовщицу («Дон Кихот»), Мирта («Жизель»), фею Сирени и фею Карабос («Спящая красавица»), Хозяйка Медной горы; Царь-девицу («Конёк-Горбунок»), Жар-птицу, Зарему; Кадичу («Асель»); мазурку («Шопениана»). Майя снималась в фильме-балете 1964 года «Секрет успеха».
За выдающиеся заслуги в области балетного искусства 12 июня 1964 года Майя Николаевна Смамохвалова была награждена почётным званием Заслуженной артистки РСФСР.
После окончания балетной карьеры в 1972 году начала работать педагогом-репетитором Большого театра. В 1980 х годах в её классе занималась Екатерина Сергеевна Максимова.
Скончалась 18 марта 2020 года в собственной квартире в Москве на Каретном Ряду. Похоронена на Апрелевском кладбище.

## Семья
Отец — Николай Иванович Самохвалов, друг детства знаменитого Б. В. Щукина, с которым в 1912 году они начинали театральную деятельность в Кашире.
Муж — Эрик Георгиевич Володин (1925—2019), выпускник Московской академии хореографии (МХУ) и артист балета Большого театра, балетмейстер-педагог, выпускник ГИТИС. Заслуженный артист РСФСР.
Дочь — Мария Эриковна Володина, балетмейстер-педагог. Окончила МХУ в 1983 году, факультет журналистики МГУ в 1992 году и Институт Русского театра в 2012 году. До 2011 года также выступала на сцене Большого театра.

## Награды
- Орден «Знак Почёта» (25 мая 1976) — за заслуги в развитии советского музыкального и хореографического искусства и в связи с 200-летием Государственного академического Большого театра СССР[7];
- Заслуженная артистка РСФСР (1964).